# I Think You Think Too Much of Me
I Think You Think Too Much of Me ist die zweite EP des irischen Musikers Eden, die am 19. August 2016 über sein eigenes Label MCMXCV und Astralwerks veröffentlicht wurde.

## Hintergrund
Die EP wurde nach dem Abschluss von Jonathons End Credits Tour und der Veröffentlichung seiner Coversingle Hey Ya angekündigt. Wie bei seinen vorherigen Songs wurde die gesamte EP von ihm selbst geschrieben und produziert. Während der Produktion erstellte er drei verschiedene Versionen von Drugs und zwei Versionen von Rock + Roll. Im Gegensatz dazu wurde And in ein oder zwei Tagen geschrieben und wurde einer der schnellsten Songs, die er produzierte. Die Songs stützten sich auf eine Kombination vergangener Erfahrungen.
Die EP wurde aufgenommen und produziert in Dublin. Sie beinhaltet sieben Songs mit einer Gesamtlänge von ca. 27 Minuten. Die Songs Fumes, Circles und XO sind aktualisierte Versionen von Songs, die unter seinem alten Alias „The Eden Project“ veröffentlicht wurden. Die überarbeitete Version von Fumes ist eine Zusammenarbeit mit dem amerikanischen Musiker Gnash.
Das Albumcover zeigt den Albumnamen fortlaufend in einer quadratischen Form mit dem Eden-Logo, das sich über den Text auf einem grauen Hintergrund erstreckt.

## Titelliste
1. Sex – 3:38
2. Drugs – 5:38
3. And – 2:13
4. Rock + Roll – 4:56
5. Fumes (feat. Gnash) – 3:34
6. XO – 2:39
7. Circles – 4:34

## Musikvideos
Zu diesem Album wurden drei Musikvideos veröffentlicht. Das Video zu Sex wurde am 14. Juni 2016 auf YouTube hochgeladen. Das Video spielt in Tokio, Japan und Sydney. Das Musikvideo zu Drugs wurde in Los Angeles gedreht und am 18. August 2016 über YouTube veröffentlicht. Ein zweites Musikvideo wurde am 7. September 2016 als 360-Grad-Virtual-Reality-Erlebnis veröffentlicht. Rock + Roll wurde hauptsächlich am Wild Atlantic Way und in South County, Dublin gedreht und am 4. Oktober 2016 veröffentlicht.

## Charts und Chartplatzierungen
| ChartsChartplatzierungen       | Höchstplatzierung | Wochen |
| ------------------------------ | ----------------- | ------ |
| Irland (IRMA)                  | 43 (1 Wo.)        | 1      |
| Vereinigte Staaten (Billboard) | 104 (1 Wo.)       | 1      |